# 杨秀珠
杨秀珠（1946年9月15日—），原温州市长助理、温州市副市长。2003年4月20日，当时任浙江省建设厅副厅长的杨秀珠携女儿、女婿及外孙从上海机场途经新加坡出逃美国。2016年11月16日回国投案自首，2017年10月13日被判处有期徒刑8年。

## 从政简历
- 温州市育英小学毕业，曾就读于温州二中初中部58丙班。1960年，温州二中清退农村户口超龄学生，辍学。
- 1961年，进入温州市饮食服务公司小南门粮站，成为服务员开始销售馒头。
- 1967年，温州发生大规模武斗，参加组织“温联总”，直至1976年10月，“文化大革命”结束，正式步入政坛。
- 1977年，增补为温州市妇联第五届执行委员会副主任。
- 1981年，出任温州市西城区人民政府副区长。
- 1984年，改任温州市城市建设局副局长。
- 1989年，被推选温州市规划局局长。
- 1993年，任温州市市长助理，出任金温铁路副指挥长。
- 1995年，任温州市副市长。
- 1998年，任浙江省建设厅副厅长，兼浙江省城市化办公室主任。

## 涉案概况
据温州市纪委2004年的通报，已查清的涉案金额为人民币2.532亿元，已追回金额人民币4240多万元，冻结人民币7000多万元的资金或房产。已立案查处的涉案人员中，厅级官员2人，处级以上官员11人，科级官员7人，被调查取证的有100多人，并牵涉相关经济案件12起，其中以原温州市市长陈文宪受贿案与原温州市鹿城区公安局局长王天义贪污案尤其引人注目。杨秀珠一案被定为特大贪污受贿案，在中国涉案外逃的高级官员中处显目位置，曾引起中国各大媒体的高度关注。
- 杨秀珠贪污受贿开始于80年代末，担任温州市城市规划局副局长期间，当时温州市经济开始高速发展。
- 1990年代初，温州市城市建设超速发展，杨秀珠时任温州市副市长，主管城市建设，为其捞取个人利益提供了极大的便利。
- 1996年，通过亲戚买下曼哈顿中城靠近帝国大厦和时代广场的一座五层大楼，该楼房市值约500万美元。
- 2003年3月，温州市鹿城区人民检察院在处理温州铁路房地产开发公司副总经理杨光荣（杨秀珠弟弟）受贿案时，发现杨秀珠于1994年贪污人民币1100多万元。
- 2003年4月中旬，杨秀珠向省建设厅请假，称母亲病了需要照顾，随后便失去了联系。几天后，杨秀珠出现在美国旧金山的大街上。
- 2003年5月13日，浙江省对杨秀珠立案侦查。
- 2003年6月23日，浙江省委批准开除杨秀珠党籍，浙江省政府批准撤销杨秀珠行政职务，检察机关发出逮捕。
- 2004年2月，浙江省检察机关通过国际刑警组织，发出了红色通缉令。据报道，杨秀珠已在2005年5月31日于荷兰落网，但消息出現几小时后，中共中央宣传部下令中国内地各媒体禁止报道有关杨秀珠的最新消息。杨向荷兰政府申请政治避难被拒绝，当局决定遣返，因而在2014年被拘留[2]。但她逃出收容所，之后使用假护照入境美国。[3]
- 2014年9月下旬，媒体报道被称为“中国第一女巨贪”、逃亡海外11年的杨秀珠的引渡程序已启动，即将遣返回国[4]。
- 2015年4月22日，国际刑警组织中国国家中心局公布了对100名涉嫌犯罪的外逃国家工作人员、重要腐败案件涉案人等的红色通缉令，为中国首次集中公布外逃人员信息，其中杨秀珠名列榜单第一位。[5]
- 2015年5月28日，据美国媒体报道，杨秀珠在美国已被拘留。另据美国移民与海关执法局数据库信息显示，杨秀珠目前关押于新泽西州哈德逊县惩教中心[6]。而杨秀珠也将会被遣返回国[7]。6月9日，杨秀珠违反签证规定案在纽约曼哈顿移民法庭开庭[8]。在此案开庭审理后，杨秀珠提出政治庇护申请。但律师表示，杨秀珠不可能获得政治庇护[9]。由于该案仍未判决，因此在2016年7月，杨秀珠开始考虑放弃政治庇护申请，准备回国[10]。11月16日，杨秀珠回国投案自首，成为2015年公布100名涉嫌犯罪的外逃国家工作人员以来，第37名归案的“百名红通人员”[11]。
- 2017年10月13日，浙江省杭州市中级人民法院一审宣判，对杨秀珠以贪污罪判处有期徒刑6年，并处罚金人民币50万元；以受贿罪判处有期徒刑5年，并处罚金人民币30万元；决定执行有期徒刑8年，并处罚金人民币80万元；追缴杨秀珠贪污、受贿所得人民币2640万元[12]。

## 闲杂议论
人们失望之余对该案处理的置疑和不明也非常的多。
- 官员的任免或升迁的制度——中央政府关于任用官员是有相关规定的，很难理解，以杨秀珠的低学历和句句粗口的泼辣作风，上级领导对她的提拔却一路绿灯。
- 政府官员的审核与监督存在问题——杨秀珠在温州市任副市长期间，经常有人对她贪污受贿的材料向浙江省上级部门举报，但也从不见有所反应。
- 行政不作为——其弟杨光荣案发被捕具体日期为3月10日，至杨秀珠4月20日从上海机场出逃，整40天时间，期间省政府没有采取任何预防措施，而直到5月13日才立案。

## 个人辩护
- 被稱為「中國第一女巨貪」的浙江省前官員楊秀珠，逃亡海外12年，被中國列為頭號通緝犯，她首度接受專訪為自己喊冤，並爆料中共前總書記江澤民的次子曾向她要5百畝土地被拒，得罪江澤民才被查。[13]
- 她擔任浙江省溫州市副市長時，江澤民的次子江綿康曾向她要5百畝土地，被她以不合規定為由拒絕。她還表示，2003年出逃時，現任中共中央總書記習近平當時是中共浙江省委書記，習對此事感到臉上無光，耿耿於懷，
- 而習通緝她是因為「遭受蒙蔽」，同時「他也擔心有些把柄在我手裡，但我在外這麼多年，從來沒說過」。
- 楊強調絕不回中國，「我就是個小官，不像周永康、令完成等，有政治籌碼可以談判。」「我離開中國十幾年，也沒有靠山，回去就是死路一條。」
- 楊曾向美方尋求政治庇護，據悉該申請上周一已遭法院駁回，但法院據《聯合國反酷刑公約》，給予她反酷刑保護，意謂不會被遣返中國。

## 在逃官员
中国近年因腐败在逃的高级官员：
- 杨秀珠：浙江省建设厅副厅长
- 程三昌：河南省漯河市市委书记
- 孙秉晨：山西省人大常委会秘书长
- 林积赞：福建省石狮市人大副主任
- 颜旭东：新疆维吾尔自治区交通厅财务处副处长